# Orrico Scaccabarozzi
Orrico Scaccabarozzi, noto anche come Oldarico o Enrico (Milano, XIII secolo – Milano, 1293), è stato un presbitero e poeta italiano.

## Biografia
Nato in seno ad una famiglia nobile di Milano, i dati sulla sua vita sono piuttosto frammentari. Di lui si sa che era figlio di Algisio, della parrocchia di Santa Maria Podone, mentre sua madre era Pietra di Ostiollo. Era inoltre nipote di Lanterio, che fu prevosto di Vimercate e che probabilmente curò la sua formazione culturale e religiosa.
Fu dapprima canonico della Basilica di San Nazaro in Brolo a Milano per poi divenirne prevosto dal 1256 col titolo di Cappellano di Sua Santità per volontà di papa Alessandro IV; divenne quindi arciprete del duomo di Milano nel 1261 e vicario del capitolo diocesano dal 1289. Nel 1286 divenne anche titolare della cappellania di Santa Maria in Podone.
In quegli anni, nella curia milanese, divenne amico di Pietro da Verona, poi martire e santo, e dell'arciprete del duomo Conte Casati (futuro cardinale). Divenne inoltre uno dei principali collaboratori di Ottone Visconti, che seguì in particolare nel suo lungo periodo di esilio a seguito della morte di Leone da Perego del quale il Visconti divenne il successore. La sua attività nell'arcidiocesi di Milano si incentrò soprattutto nella risoluzione delle controversie sorte all'interno del capitolo della cattedrale, rimettendone in sesto le finanze. Prese parte al concilio provinciale indetto da Ottone Visconti dal 27 al 29 novembre 1291 su richiesta di papa Niccolò IV con l'intento di radunare dei volontari per combattere l'avanzata dei turchi in Terrasanta dopo la caduta di Tolemaide. In quest'occasione compose una Missa pro Terra Sancta
A Milano la sua figura divenne particolarmente nota per l'attenzione che ebbe per i poveri, i malati e gli infermi, al punto da giungere a fondare l'ospedale denominato "Nuovo" e detto anche "di Donna Buona", dal nome dell'anonima benefattrice che affiancò l'arciprete in quest'opera di carità. Tale istituzione, secondo quanto riportato da Galvano Fiamma, risalirebbe al 1262 e venne fondata secondo la regola agostiniana. L'ospedale già nel 1268 doveva trovarsi in difficoltà economiche se il 12 gennaio l'arcivescovo di Ravenna, Filippo, legato pontificio per la Lombardia, giunse a concedere un'indulgenza di quaranta giorni a coloro che avessero sostenuto con contributi l'istituzione, come pure fece Ottone Visconti a distanza di qualche mese con un analogo provvedimento.
Goffredo da Bussero nel suo Liber Notitiae Sanctorum Mediolani disse di lui che era uomo "dignus esset fieri papa" (degno di essere fatto papa), a sottolineare le sue abilità e la grande cultura.
La sua attività come poeta si esplicò nella composizione di una serie di inni (tra cui importante per la storia della liturgia ambrosiana è quello in onore di Sant'Anna), sequenze, diciannove uffici dedicati ai santi e due dedicati alla Vergine Maria, messe in rima.
Morì a Milano nel 1293 e venne sepolto nella chiesa di San Francesco Grande (oggi demolita). Della sua tomba diede una descrizione particolareggiata Giorgio Giulini nelle sue Memorie.